# Грациоли, Джованни Баттиста
Джованни Баттиста Иньяцио Грациоли (итал. Giovanni Battista Ignazio Grazioli, 6 июля 1746, Больяко — 6 февраля 1820, Венеция) — итальянский органист и композитор.

## Биография
В юности переехал в Венецию. Учился исполнению органной музыки у Фердинандо Бертони. В 1770 году временно заменял учителя на должности первого органиста собора Сан-Марко. 28 мая 1782 года назначен вторым органистом, а 21 января 1785 года — первым органистом, в то время как Бертони стал главным капельмейстером собора. Занимал эту должность до 1789 года.
Сочинял преимущественно органную и духовную музыку. Написал также несколько произведений для клавесина и скрипки.
Сын Алессандро Грациоли — второй органист собора Сан-Марко с 1820 по 1833 год, композитор.

## Произведения
- 3 сонаты для органа
- Op. 1, 12 Сонаты для клавесина
- Op. 2, 12 Сонаты для клавесина
- Op. 3, 6 Сонаты для клавесина со скрипкой
- Адажио для скрипки и фортепиано
- 8 Месс
- 36 Псалмов
- Мотеты, антифоны, гимны и литании.